# Weiße Liste
Eine weiße Liste (aus englisch whitelist, zu Whitelist oder auch Weißliste) auch Positivliste oder allgemeiner Ausnahmeliste genannt, bezeichnet in der Informationstechnik – im Gegensatz zu einer schwarzen Liste – ein Werkzeug, mit dessen Hilfe gleiche Elemente (wie zum Beispiel Personen, Unternehmen oder Programme) zusammengefasst werden, welche nach Meinung der Verfasser der Liste vertrauenswürdig sind.

## Software
Pflegt eine Organisation eine weiße Liste für Software, werden nur die Titel auf dieser Liste für die Benutzung akzeptiert. Probleme kann es geben, wenn ein Anwender Software im Rahmen seiner Tätigkeit braucht, die von der Organisation nicht freigegeben wurde.
Eine besondere Form der Positivliste ist das Application Whitelisting. Application Whitelisting bezeichnet die Beschränkung der Nutzbarkeit von Elementen (z. B. Software, DLLs oder an einen Computer angeschlossene Geräte) auf solche, welche nach Meinung der Verfasser der Liste vertrauenswürdig sind. Bei Application Whitelisting muss jede vertrauenswürdige Software auf der Liste eingepflegt sein, um genutzt werden zu können. Diese Aufgabe wird von modernen Application-Whitelisting-Lösungen weitgehend automatisiert, sodass sie in der Praxis (abhängig vom eingesetzten Produkt) mittlerweile keine Hürde mehr darstellen.
Enthält ein Spamfilter eine weiße Liste, bedeutet dies, dass E-Mails von den aufgeführten Personen immer akzeptiert werden.

## Gesundheit
Eine weitere weiße Liste existiert im Gesundheitssektor (Weisse Liste genannt, in dieser Schreibung). Sie bietet Patienten Unterstützung bei der Suche nach dem für sie am nächsten gelegenen oder am besten geeigneten Krankenhaus oder Arzt beziehungsweise Zahnarzt.

### Hintergrund
Hinter dem Projekt stehen die Bertelsmann Stiftung sowie Patienten- und Verbraucherorganisationen. Der Patientenbeauftragte der Bundesregierung, Karl-Josef Laumann, ist Schirmherr des Projekts. Die Krankenkassen AOK und Barmer GEK dehnten das Projekt im Mai 2011 auch auf Arztpraxen aus.

### Leistungsumfang
Als erster Schritt der Suche in der „Weissen Liste“ wird der „Diagnosen-Dolmetscher“ angeboten, mit dem die suchenden Patienten eine ärztliche Diagnose in leicht verständlichem Deutsch lesen können.
Im zweiten Schritt wird eine Krankenhaussuche durchgeführt. Hierbei liefert die „Weisse Liste“ Patienten Hinweise auf ein nahe gelegenes und medizinisch geeignetes Krankenhaus. Dafür geben die Suchenden ihre Diagnose und weitere Daten, etwa die größte zulässige Entfernung vom Wohnort, in eine Suchmaske ein.
Für die Zusammenstellung des Ergebnisses werden sowohl eigene Qualitätsberichte der Krankenhäuser als auch Patientenfragebögen ausgewertet. Während die offiziellen Qualitätsberichte Zahlen und Fakten zu den Kliniken enthalten, etwa zur Anzahl der Betten und Operationen, und Daten zur Qualifizierung ihrer Ärzte sowie den Erfolg ihrer Behandlungen nennen, zielen die Fragebögen auf die Erfahrungen der Patienten ab: Sie sollen die fachliche Kompetenz, die Beziehung zu Ärzten und Pflegepersonal, den Service, den Behandlungserfolg und vor allem ihre Bereitschaft bewerten, das Krankenhaus weiterzuempfehlen. Eine Klassifizierung der Kliniken gibt es aber nicht, vielmehr soll die „Weisse Liste“ dazu beitragen, dass sich Patienten gezielt nach persönlichen Kriterien für eine Klinik entscheiden können.
Für inzwischen acht Krankheitsbilder stellt das Wissenschaftliche Institut der AOK Informationen zur Ergebnisqualität zur Verfügung, wobei neben einer groben Klassifikation mit ein bis drei Lebensbäumen auch risikoadjustierte Standardisierte Mortalitäts- beziehungsweise Morbiditätswerte für einzelne Komplikationen angegeben werden.
Ein persönliches Beratungsangebot ergänzt das Angebot. Für die telefonische Beratung kooperiert die „Weisse Liste“ nach eigenen Angaben mit der Stiftung Unabhängigen Patientenberatung Deutschland (UPD).

## Medienpädagogik
Ein von der Politik mitgetragenes Projekt fördert eine weiße Liste mit Angeboten für Kinder. Die Adresse lautet: fragFINN.de.

## Artenschutz
Als Gegenstück zur roten Liste aussterbender Arten wird regional für Niedersachsen und Sachsen eine weiße Liste der nicht bedrohten Arten angeboten (Artenschutz in Niedersachsen und in Sachsen).
Niedersachsen ist die Region mit der größten Anzahl Nutztiere in der Produktion (Säugetiere, Geflügel und Fische) in Deutschland.

## Bewertungsportale
Eine weiße Liste zu Bewertungen im Internet wird zum Umgang mit Lösch- und Änderungsanträgen zur Datenhaltung im Internet von Personen und Unternehmen geführt. Es werden die Kriterien Bearbeitungszeit, Art der Reaktion, Art der Beitragsbearbeitung und Reaktion auf wiederholte Meldung von Löschanträgen bewertet.